# 아이스 에이지: 매머드 크리스마스
《아이스 에이지: 매머드 크리스마스》(영어: Ice Age: A Mammoth Christmas)는 2011년 공개된 미국의 텔레비전 애니메이션 영화이다.